# محمدجمال سماواتی
محمدجمال سماواتی؛ متولد ۱۵ بهمن ماه سال ۱۳۳۴، موسیقی دان، نوازنده تار، سه تار و، نویسنده و منتقد موسیقی ایران است. از شاگردان محمدرضا لطفی و نوازنده گروه‌های موسیقی چاووش، شیدا، شیدا و عارف بوده‌است.

## آثار موسیقایی
نوازندگی در آلبوم چاووش ۸ به آهنگسازی و سرپرستی محمدرضا لطفی
نوازندگی در آلبوم چاووش ۱۰ به آهنگسازی و سرپرستی محمدرضا لطفی
نوازندگی در آلبوم گلگشت به آهنگسازی و سرپرستی پشنگ کامکار و آواز صدیق تعریف
نوازندگی در آلبوم‌های شورانگیز و راز و نیاز به آهنگسازی و سرپرستی حسین علیزاده
آهنگسازی تصنیف آهوی وحشی در آلبوم باران درود به تنظیم حسن زرگانی و آواز میرحسین مظفری
نوازنده تار در کنسرت شهر گیسن آلمان برای کمک رسانی به زلزله زدگان رودبار به همراه بربت:میراسماعیل صدقی آسا، تار:مجید درخشانی و آواز:حسین مظفری
نوازندگی در آلبوم یادواره نور علی برومند به سرپرستی و آهنگسازی محمدرضا لطفی

## آثار مکتوب
«کوهسار» سایه‌ای محو از موسیقی
دربارهٔ تجربه دوگانه جنگوک
موسیقی اصیل ایرانی بازگشت به گذشته؟(نقدی بر آلبوم نوا و مرکب خوانی به آهنگسازی پرویز مشکاتیان و آواز محمدرضا شجریان)
یکنواختی در تحریرها وحالتهای صدا (نقدی به آلبوم گل صد برگ به سرپرستی جلال ذوالفنون و آواز شهرام ناظری)
بندی موقعیت (نگاهی به ولفگانگ بورشرت، ادبیات ویرانی)
- گفتگوها و نشست‌های پژوهشی

نشست بررسی سازهای ابداعی خرداد ۱۳۸۸ با حضور آقایان؛ محمدجمال سماواتی، رامین جزایری، جلال ذوالفنون، حسین علیزاده، کیهان کلهر، محمد سریر، داریوش طلایی، محمود فرهمند
نشست پژوهشی «موسیقی و قدرت» دوشنبه ۱۲ اسفند ۱۳۹۲ در فرهنگسرای ارسباران
نشست پژوهشی موسیقی دستگاهی ایران باعنوان (نگاهبان شعله یا پاسدار خاکستر؟) - جمعه۲۸ خرداد ساعت ۱۹ در فرهنگسرای ارسباران
گفتگو با رادیو دویچه وله آلمان دربارهٔ ناگفته‌هایی از زندگی و موسیقی محمدرضا لطفی